# Oligonychus tuberculatus
Oligonychus tuberculatus är en spindeldjursart som beskrevs av Estebanes och Baker 1968. Oligonychus tuberculatus ingår i släktet Oligonychus och familjen Tetranychidae. Inga underarter finns listade i Catalogue of Life.